# Eulalie Desbrosses
Pour les articles homonymes, voir Desbrosses.
Eulalie-Louise Desbrosses, dite Mlle Eulalie, née vers 1766 et morte le 10 avril 1853, est une actrice française, sociétaire de la Comédie-Française.

## Biographie
Eulalie Desbrosses est la fille de l'acteur, chanteur et compositeur Robert Desbrosses et la sœur de Marie Desbrosses, cantatrice à l'Opéra-comique. . 
Comédienne à Marseille, Beaumarchais l'engage en 1792, pour jouer à Paris, au théâtre du Marais. En 1794, elle se joint aux rescapés de la Comédie-Française au théâtre de la République, participe la réunification de 1799. Malgré une diction peu claire et souvent trop rapide, elle n'est pas dénuée de talent et joue les soubrettes en troisième rang .
Amie et compagne dévouée de Dazincourt, elle reste dans l'ombre du grand comédien qui, à sa mort, l'institue sa légataire universelle,. Elle se retire du monde du théâtre le 1er janvier 1814.
Elle est inhumée au cimetière de Montmartre 19e division le 12 avril 1853.

## Carrière à la Comédie-Française
Entrée en 1794
Nommée 209e sociétaire en 1799
- 1794 : Le Conteur ou les Deux Postes, comédie en trois actes et en prose de Louis-Benoît Picard, création le 15 septembre, Salle Richelieu, rôle de Suzanne.
- 1799 : Eugénie de Beaumarchais : Betsy
- 1800 : Camille de Constance Pipelet : Lise
- 1804 : Les Dangers de l'absence de Jean-Baptiste Pujoulx : Lisette
- 1807 : Le Souper imprévu d'Alexandre Duval : Gertrude
- 1808 : Louise ou la Réconciliation de Julie Candeille : Marton
- 1809 : Tartuffe de Molière : Dorine
- 1810 : George Dandin de Molière : Claudine